# Jānis Pauļuks
Jānis Pauļuks (* 12. Novemberjul. / 24. November 1865greg. in Lielsesava bei Jelgava; † 21. Juni 1937 in Bauska) war ein lettischer Politiker  der Partei Bauernverband Lettlands (Latvijas Zemnieku Savienība) und Ministerpräsident.

## Leben
Pauļuks wurde am 19. Juni 1921 von Ministerpräsident Zigfrīds Anna Meierovics zum Verkehrsminister ernannt. Am 27. Januar 1923 wurde er dann als Nachfolger von Meierovics zum Ministerpräsidenten ernannt. Zugleich übernahm er die Ämter des Außenministers und des Verkehrsministers. Das Amt des Ministerpräsidenten übte er jedoch nur wenige Monate bis zum 27. Juni 1923 aus und wurde dann wiederum von Meierovics abgelöst.
Meierovics berief ihn dann erneut zum Verkehrsminister. Dieses Amt bekleidete er auch in den nachfolgenden Regierungen von Voldemārs Zāmuels und Hugo Celmiņš bis zum 23. Dezember 1925.
1934 wurde ihm zusammen mit Kārlis Ulmanis von der Universität Lettlands ein Ehrendoktortitel verliehen.